# Eupithecia lamata
Eupithecia lamata es una especie de polilla de la familia Geometridae. La especie fue descrita por primera vez por Mironov y Galsworthy, habiendo sido descrita en 2004, con distribución en China, específicamente descrita en la provincia de Qinghai. El holotipo de la especie fue descrita en los bosques Menyuanxianmi en la Haibei Tibetana, a aproximadamente 2800 metros (9186,4 pies) de altitud. Tiene similitud con otras especies de la región, todos parte del grupo de especies E. graphata.

## Descripción
Es una polilla pequeña con una envergadura de unos 19 milímetros (0,7 plg). El ala anterior forman un triángulo isósceles, es de color marrón pálido con líneas transversales de color marrón oscuro. El punto discal es marrón oscuro y alargado. La línea media pasa por el punto discal, aproximadamente paralela a la antemediana, aunque ligeramente sinuosa por debajo del punto discal. La línea central es más oscura que las otras dos. Los flecos del ala son de color marrón violáceo, sin cuadros, pero compuestos de escamas con bandas alternas de color marrón y blanco. El ala posterior es alargada, color de fondo como el ala anterior. El punto discal es grande pero tenue.